# Pultenaea pauciflora
Pultenaea pauciflora är en ärtväxtart som beskrevs av Munro Briggs Scott. Pultenaea pauciflora ingår i släktet Pultenaea och familjen ärtväxter. Inga underarter finns listade i Catalogue of Life.